# 南加木屋站

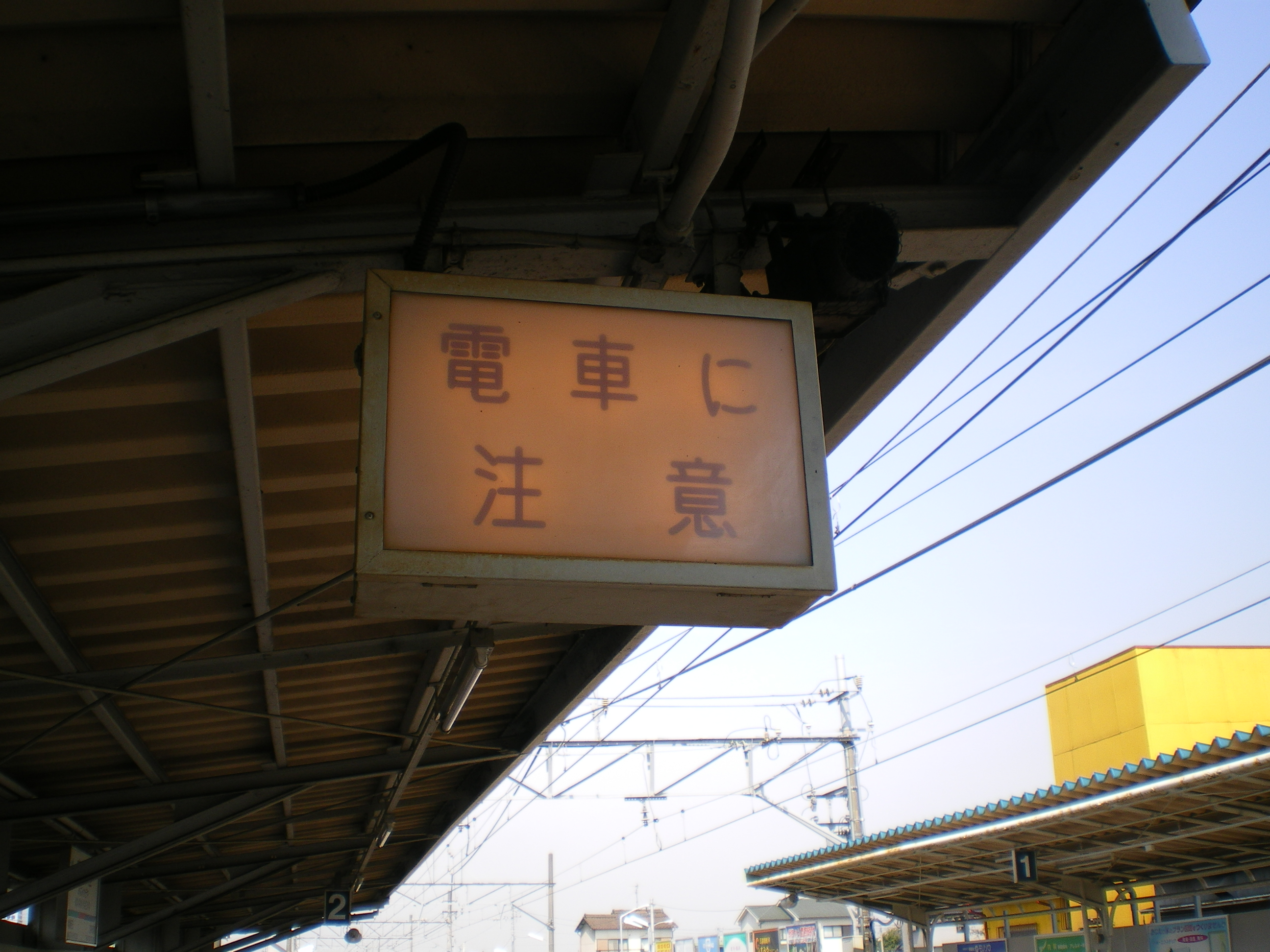
行燈式顯示

南加木屋站（日语：／ Minami Kagiya eki */?）是位於愛知縣東海市加木屋町南平井，名古屋鐵道（名鐵）的河和線車站。車站編號為KC03。

## 概要
此站為快速急行的停車站。在早上往名古屋方向的部分特急停此站與巽丘站。在黃昏（在名鐵名古屋站於下午3時時段）後往內海和河和的特急全部停此站。
與鄰站高橫須賀站之間曾設有加木屋站，後來加木屋站廢止，此站名至今沒有改名。

## 歷史
- 1931年（昭和6年）4月1日 - 知多鐵道（日语：知多鉄道）太田川站至成岩站之間開業，此站啟用。
- 1943年（昭和18年）2月1日 - 知多鐵道與名古屋鐵道合併。
- 1970年（昭和45年）12月25日 - 升級至準急停車站[1]。
- 1983年（昭和58年）3月11日 - 車站大樓重建[2]（但於2006年撤走），同時設置跨線橋。
- 1987年（昭和62年）5月 - 設置自動閘機[3]。
- 2007年（平成19年）
  - 2月6日 - 太田川方向月台側新設閘口。
  - 3月1日 - 知多半田方向的新車站大樓開始使用。
  - 3月14日 - 車站可以使用交通儲值卡「Trans Pass（日语：トランパス (交通プリペイドカード)）」。
- 2011年（平成23年）2月11日 - 車站可以使用「manaca」IC卡。
- 2012年（平成24年）2月29日 - 車站不可使用交通儲值卡「Trans Pass」。

## 車站構造
車站為一座地面車站，設有2面2線的相對式月台，月台可容納8卡車廂。上下行線月台近知多半田一方設有出入口。下行線月台的出入口設有車站職員當值。此外，兩月台之間設有跨線橋連接。月台上沒有安裝LED或機械翻頁顯示式列車資訊顯示牌，但安裝了「請留意電動列車（進站）」的行燈式表示牌，在列車接近時會亮起。車站安裝了自動廣播系統，有時車站職員會廣播運行狀況等資訊。
| 月台 | 路線   | 上下行 | 方向                   |
| ---- | ------ | ------ | ---------------------- |
| 1    | 河和線 | 下行   | 河和、內海方向         |
| 2    | 河和線 | 上行   | 太田川、名鐵名古屋方向 |

### 配線圖
| ← 太田川、 名古屋方向 | 南加木屋站 站內配線略圖 | → 知多半田、 河和方向 |
| 图例 参考文献：       |                         |                       |

## 使用狀況
- 在中提及在2013年度，當時1日平均上下車人次為7,802人，在名鐵所有車站（275站）排名第51，河和線、知多新線（24站）中排名第3[6]。
- 在中提及在1992年度，當時1日平均上下車人次為9,167人，除岐阜市內線均一車費區間內各站（岐阜市內線、田神線、美濃町線徹明町站至琴塚站之間）外名鐵所有車站（342站）中排名第47，河和線、知多新線（26站）中排名第4[7]。
- 根據東海市的統計資料中，在2017年度1日平均上下車人次為8,244人[8]。在河和線車站中，僅次於太田川站和知多半田站，為第3多人次使用的車站。以下為近年1日平均上下車人次的列表。

| 年度               | 1日平均 上下車人次 |
| ------------------ | ------------------ |
| 2009年（平成21年） | 6,971              |
| 2010年（平成22年） | 7,017              |
| 2011年（平成23年） | 7,204              |
| 2012年（平成24年） | 7,411              |
| 2013年（平成25年） | 7,802              |
| 2014年（平成26年） | 7,658              |
| 2015年（平成27年） | 7,961              |
| 2016年（平成28年） | 8,121              |
| 2017年（平成29年） | 8,244              |

## 車站周邊
車站周邊主要為住宅區，南邊有許多商店，也鄰近大府市的邊界。
- 愛知縣立東海南高等學校（日语：愛知県立東海南高等学校）
- 東海市立加木屋中學（日语：東海市立加木屋中学校）
- 東海加木屋郵局
- Kanesue（日语：フェルナ）加木屋店
- 太洋駕駛學校（日语：太洋自動車学校）
- LB（中部辦事處、東海工廠）
- 中部安全衛生技術中心（日语：安全衛生技術試験協会#安全衛生技術センター）
- 西知多綜合醫院（日语：西知多総合病院） - 轉乘巴士需時5〜15分鐘或步行約20分鐘
- 愛知縣道55號名古屋半田線（日语：愛知県道55号名古屋半田線）（半田街道）

## 巴士路線
- 東海市循環巴士（日语：らんらんバス (東海市)）(Ranran巴士)南路線
  - 南加木屋站東巴士站
  - 南加木屋站西巴士站
- 西知多綜合醫院穿梭巴士
- 曾經設有名鐵巴士（日语：名鉄バス）（後來為知多巴士（日语：知多バス））設有路線前往大池住宅、太田川站方向。在循環巴士開始服務後廢止。

## 相鄰車站
名古屋鐵道
 河和線
■特急
通過
■特急（部分列車停站）、□快速急行、■急行、■準急
太田川（TA09）－南加木屋（KC03）－巽丘（KC05）
■普通
加木屋中之池（KC02）－南加木屋（KC03）－八幡新田（KC04）

## 外部連結
- 南加木屋 - 名古屋鐵道